# Небеттави
Небеттави (егип. nb.t-t3.wỉ «Владычица двух земель») — древнеегипетская принцесса и царица, пятая дочь и одна из восьми великих царских жён фараона Рамсеса II.

## Биография
Возможно, матерью Небеттави была любимая жена Рамсеса II Нефертари, однако с уверенностью это нельзя утверждать. Она изображена с царскими регалиями в большом храме Абу-Симбела, на втором южном колоссе. Бент-Анат, тоже в царской одежде, стоит у левой ноги колосса, Небеттави — у правой, принцесса Иситнофрет II — перед колоссом.
В параде царских дочерей в этом храме Небеттави показана пятой вслед за Бент-Анат, Бакетмут, Нефертари и Меритамон; принцессы изображены с систрами в руках.
В малом храме Абу-Симбела изображений Небеттави нет; там Нефертари изображена вместе с Меритамон и Хенуттави.
По египетским традициям наследования власти, для сохранения бразд правления внутри царской династии Рамсес даровал своим старшим дочерям Бент-Анат, Меритамон и Небеттави титулы жён фараона. После Бент-Анат и Меритамон Небеттави стала третьей из дочерей Рамсеса, кто стал его женой (возможно, после смерти Меритамон). Небеттави и её сводная сестра Бент-Анат исполняли ритуальные обязанности цариц Египта. В частности, Небеттави исполняла придворные обязанности Великой царицы во время заключения Рамсесом на 33-м году своего правления дипломатического брака с Маатхорнефрурой, дочерью хеттского правителя Хаттусили III.
Небеттави носила титулы «Владычица двух земель» (nb.t-t3.wỉ), Великая Царская жена (ḥm.t-nsw wr.t), «Владычица Верхнего и Нижнего Египта» (ḥnw.t šmˁw mḥw), дочь фараона (s3.t-nsw), возлюбленная дочь фараона от его плоти (s3.t-nsw n.t ẖt=f mrỉỉ.t=f).

## Гробница
Небеттави похоронена в гробнице QV60, разграбленной ещё в древности. Позже она использовалась как христианская церковь. Гробница упоминалась Жаном-Франсуа Шампольоном (№ 6) и Карлом Рихардом Лепсиусом, исследована итальянским египтологом Эрнесто Скьяпарелли.
В одной из настенных росписей в гробнице на Небеттави надет головной убор (стервятник с уреем), носимый лишь ею, царицей Исидой (QV51 периода Рамсеса III—IV) и царицей Тути (QV52 — XX династия). Точное назначение этих регалий не установлено. Более раннюю версию этой короны носила принцесса-царица Ситамон, дочь и супруга Аменхотепа III. Следовательно, это может указывать на положение принцессы-царицы.